# 강화 온수리 성공회 사제관
강화 온수리 성공회 사제관(江華 온수리 聖公會 司祭館)은 인천광역시 강화군 길상면에 있는 대한제국시대의 건축물이다. 2002년 2월 4일 인천광역시의 유형문화재 제41호로 지정되었다.

## 개요
강화 온수리 성공회 사제관은 우리나라에 성공회가 처음으로 전파되기 시작할 때, 초대 선교사 고요한 주교와 함께 영국으로부터 내한한 조마가 신부가 1896년 강화에 부임하여 선교를 하면서 2년 후인 1898년에 건축한 건물이다. 이후 사제관이 퇴락하자 1933년 원형 그대로 중수하여 오늘에 이르고 있다. 이 사제관은 영국 성공회가 선교를 시작하면서 영국인 신부가 한국전통 주거문화 속에 어떻게 적응하고 왔는가를 짐작하게 할 수 있는 주거공간으로, 또 건축수법이나 치목형식에서 완전히 한국적인 것만이 아니라 영국인들의 주문을 어떤 방식으로 소화하여 기술적인 적용을 하였는가를 드러내는 건축이라 할 수 있다. 건물 형식은 'ㄷ'자형 연와구조로 된 5량 4간의 홑집이다.
사제간 옆의 성당 건물은 2003년 10월 27일 인천광역시의 유형문화재 제52호 《강화 온수리 성공회성당》(江華 溫水里 聖公會聖堂)으로 지정되었다.

## 현지 안내문
강화 온수리 성공회 사제관은 영국인 선교사들이 1898년 온수리에 선교를 시작한 지 8년 후인 1906년에 길강준 신부가 건축한 건물이다. 1933년 한차례 중수가 있었지만 건축 당시의 원형을 그대로 유지하고 있다. 이 사제관의 평면구성은 전통한옥이지만, 내부는 매우 다양하게 조합되어 영국인 신부의 한국전통주거문화에 대한 적응방식을 이해할 수 있다. 천정은 구조미를 살리기 위해 노출시켜 목재의 질박한 자연미를 표현하였다. 건물 형식은 'ㄷ'자형 기와집 구조이다.

## 같이 보기
- 강화 온수리 성공회성당 - 인천광역시 유형문화재 제52호

## 참고 자료
- 강화온수리성공회사제관 - 국가유산청 국가유산포털